# Service de renseignement de l’État du Luxembourg
Le Service de renseignement de l'État du Luxembourg  ou « SREL  » (ou  Service de renseignement de l'État (SRE), jusqu’en 2004 son nom était simplement Service de renseignements) est le service de sécurité et de renseignement du Grand-Duché de Luxembourg. Créé par la loi du 30 juillet 1960, le SREL voit son statut actuel défini par la loi du 5 juillet 2016 portant réorganisation du Service de renseignement de l’État.
La loi place le Service de renseignement sous la tutelle directe du Premier ministre du Grand-Duché. Il est contrôlé par une commission parlementaire, composée des présidents des groupes politiques représentés au Parlement national (Chambre des députés) et qui se réunit de manière régulière depuis avril 2005. La Commission peut procéder à des contrôles sur l'activité générale du SRE et sur des dossiers spécifiques. À cette fin, elle est autorisée à prendre connaissance de toutes les informations et pièces qu'elle juge pertinentes pour l'exercice de sa mission à l'exception d'informations ou de pièces susceptibles de révéler l'identité d'une source du Service de renseignement ou pouvant porter atteinte aux droits de la personne d'un tiers.
Afin d'assurer plus de transparence, un rapport annuel sur les activités de la Commission de contrôle est publié.
Le Service de renseignement a essentiellement pour mission de rechercher, d’analyser et de traiter, dans une perspective de prévention les renseignements relatifs à toute activité qui menace la sécurité du Luxembourg, des États auxquels il est lié par un accord en vue d’une défense commune ou d’organisation internationale ayant leur siège ou exerçant leurs missions sur le territoire luxembourgeois, ses relations internationales ou son potentiel scientifique et économique.
Sont visées plus particulièrement par la notion « d'activité qui menace la sécurité, toute activité qui peut avoir un rapport avec l'espionnage, l'ingérence d'une puissance étrangère dans les affaires de l'État, le terrorisme, la prolifération de systèmes d'armements non conventionnels et des technologies y afférentes où le crime organisé dans la mesure où ce dernier est lié aux faits précités. »
En outre, il est chargé d’assurer la sécurité des pièces classifiées et d’effectuer les enquêtes de sécurité prévues par la loi ou découlant d’une obligation de droit international.

## Historique
Le 6 novembre 2020, il est rapporté une faille de sécurité sur Internet permettant d'avoir accès aux noms des[réf. nécessaire] 80 membres du personnel.

## Direction
| Identité                 | Période          | Période          | Durée                     |
| Identité                 | Début            | Fin              | Durée                     |
| ------------------------ | ---------------- | ---------------- | ------------------------- |
| Jean-Pierre Brasseur (d) | 30 juillet 1960  | 1962             | 2 ans                     |
| Roger Hoffmann (d)       | 9 mars 1962      | 17 mars 1978     | 16 ans et 8 jours         |
| Eugène Schockmel (d)     | août 1978        | 30 avril 1985    | 6 ans et 8 mois           |
| Charles Hoffmann (d)     | 26 avril 1985    | 1er octobre 2003 | 18 ans, 5 mois et 5 jours |
| Marco Mille (d)          | 17 décembre 2003 | 28 février 2010  | 6 ans, 2 mois et 11 jours |
| Patrick Heck (d)         | 1er mars 2010    | 31 décembre 2015 | 5 ans, 9 mois et 30 jours |
| Doris Woltz (d)          | 1er janvier 2016 | 31 mai 2024      | 8 ans, 4 mois et 30 jours |
| Jeanne Schumacher (d)    | 1er juin 2024    |                  |                           |